# Warrensburg (Illinois)
Pour les articles homonymes, voir Warrensburg.
Warrensburg est un village du comté de Macon dans l'Illinois, aux États-Unis,. Il est situé au nord-ouest du comté et de la ville de Decatur, le siège de comté. Le village est incorporé le 10 novembre 1901.

## Démographie
Lors du recensement de 2010, le village comptait une population de 1 210 habitants. Elle est estimée, en 2016, à 1 152 habitants.

### Source de la traduction
- (en) Cet article est partiellement ou en totalité issu de l’article de Wikipédia en anglais intitulé « Warrensburg, Illinois » (voir la liste des auteurs).